# Château ducal (Casoli)
Le château ducal de Casoli est un château situé dans la commune de Casoli, province de Chieti, dans les Abruzzes.